# Ecoul (film din 2019)
Ecoul (în islandeză Bergmál) este un film islandez din 2019, regizat de Rúnar Rúnarsson.
Pe o serie de 56 de viniete, Ecoul desenează un portret al Islandei în timpul sărbătorilor de Crăciun.
Ecoul a fost nominalizat pentru cel mai bun film la Premiile Edda, a câștigat cea mai bună muzică originală la Les Arcs Film Festival și cel mai bun regizor la Festivalul Internațional de Film de la Valladolid.